# Serpent Obscene
Serpent Obscene — шведський музичний метал-гурт з міста Реннінге, заснований у 1997 році. Стилістику музики колективу можна схарактеризувати як суміш дез- та треш-металу, основною тематикою текстів була війна, тортури та оккультизм. Гурт припинив своє існування у 2006 році після того, як його залишив гітарист Ніклас Ерікссон.

## Історія
Гурт Serpent Obscene утворився у 1997 році, хоча хлопці грали разом і раніше, втім все це носило занадто несерйозний характер. Того ж року було зроблено перший демозапис гурту, що отримав назву Behold the Beginning. Його тираж склав всього лиш 300 копій. Наступного релізу довелося чекати майже 2 роки, допоки у 1999 не побачив світ наступний демоальбом колективу Massacre, що складався з трьох значно агресивніших, ніж раніше, пісень. Завдяки цьому релізу команді вдалося підписати контракт з лейблом Necropolis Records, який і видав їх дебютний повноформатний альбом з однойменною назвою у 2000 році.
У 2001 році колектив залишив один з його основоположників — барабанщик Юнас Ерікссон, якого замінив Крістофер Баркенше. У серпні того ж року Serpent Obscene в оновленому складі розпочали записувати свій другий альбом Devastation. Одразу після закінчення рекордингової сесії Баркенше залишив гурт, а замість нього місце за ударною установкою знову зайняв Юнас Ерікссон, який так і не зміг знайти себе в інших колективах. Втім, через незадовільну роботу лейбла видати альбом не вдавалося аж до 2003 року, коли команда розірвала контракт з Necropolis Records та почала співпрацювати з компанією Black Lodge. У жовтні Serpent Obscene залишив бас-гітарист Роб Рокер, на зміну якому прийшов Йонні Путрід.
Роботу над третім альбомом гурт розпочав у 2005 році. Його реліз відбувся 21 квітня 2006 року, а у липні того ж року гітарист Ніклас Ерікссон оголосив, що його шляхи розійшлися зі шляхами інших учасників Serpent Obscene. Музикантами гурту було прийняте рішення про припинення діяльності колективу.

## Склад гурту
Останній склад
- Ерік Сальстрем — вокал
- Ніклас Ерікссон — гітара
- Юган Тернгрен — гітара
- Юнас Ерікссон — ударні
- Йонні Путрід — бас-гітара

Колишні музиканти
- Роб Рокер — бас-гітара
- Крістофер Баркенше — ударні

## Дискографія
| Альбом               | Рік  | Формат | Лейбл               |
| -------------------- | ---- | ------ | ------------------- |
| Behold the Beginning | 1997 | Демо   |                     |
| Massacre             | 1999 | Демо   |                     |
| Serpent Obscene      | 2000 | Альбом | Necropolis Records  |
| Devastation          | 2003 | Альбом | Black Lodge Records |
| Chaos Reign Supreme  | 2006 | Альбом | Black Lodge Records |